# 卡梅伦陨石坑
卡梅伦陨石坑（Cameron）是坐落在月球正面丰富海西北部塔伦修斯环形山西北坑壁上的一座小撞击坑，其名称取自美国天文学家罗伯特·柯里·卡梅伦（1925年-1972年），1973年被国际天文学联合会批准接受。

## 描述

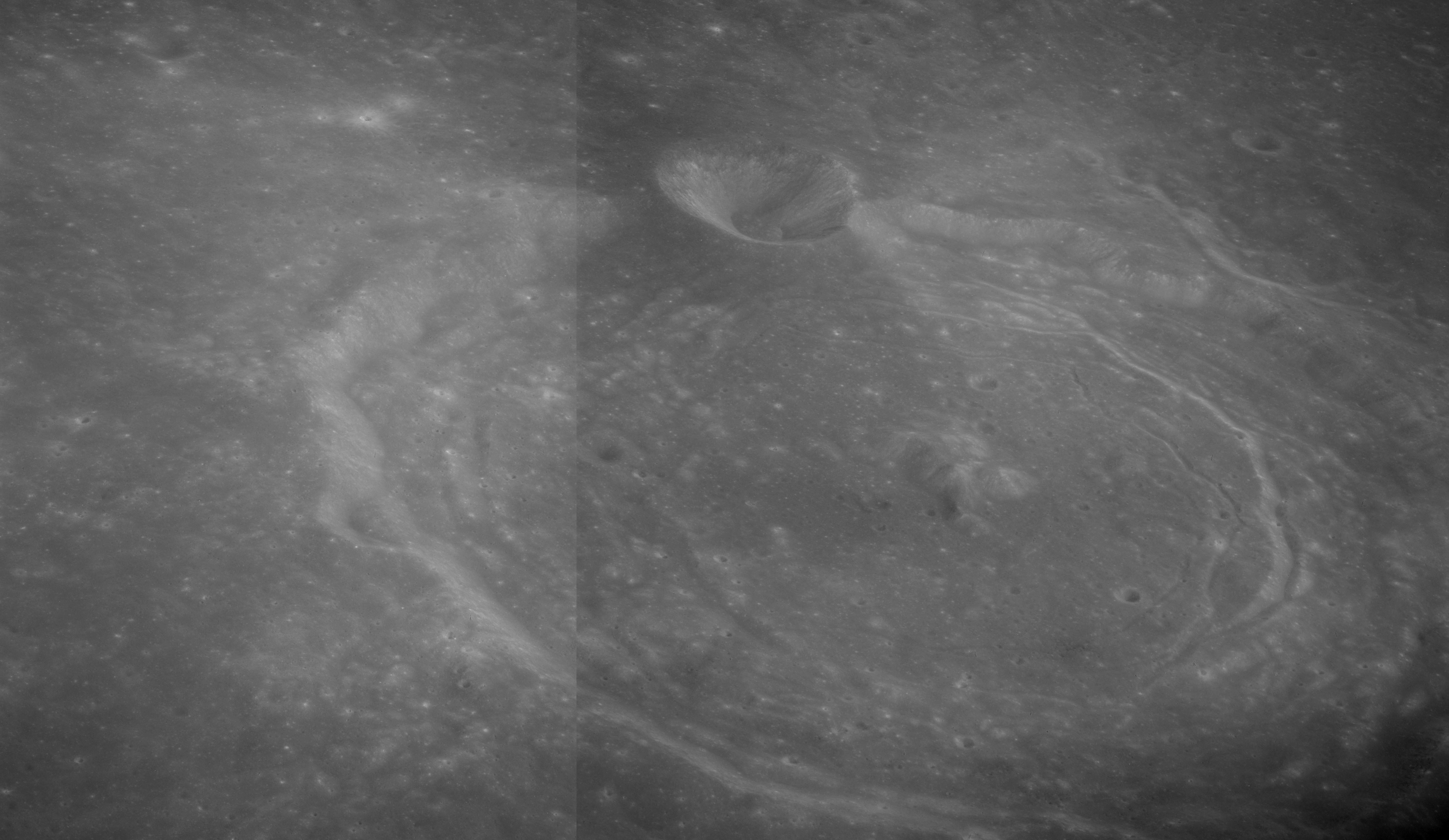
塔伦修斯环形山和卡梅伦陨石坑 ，阿波罗10号拍摄。

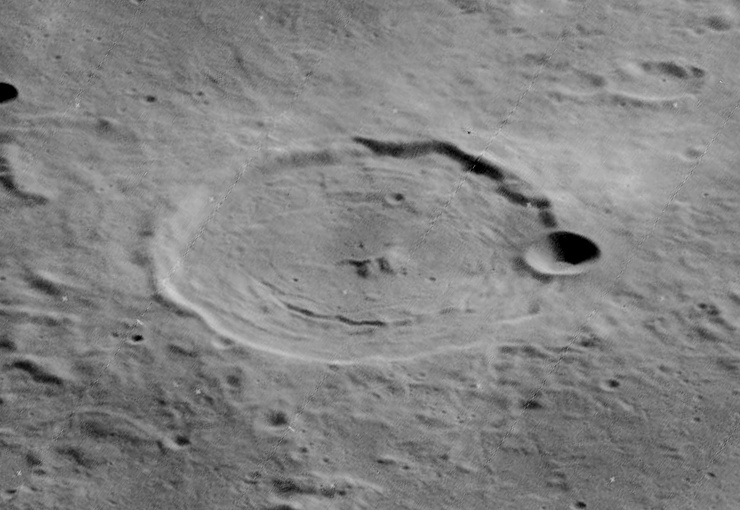
塔伦修斯环形山和卡梅伦陨石坑，月球轨道器4号拍摄。

该陨坑西侧毗邻策林格陨石坑、西北分别靠近劳伦斯陨石坑和达·芬奇陨石坑，略大的瓦茨陨石坑位于它的北面、东北和东南分别坐落了麻田陨石坑和昂维尔陨石坑，西南侧则横亘了塞奇陨石坑。此外，卡梅伦陨石坑的西面是广袤的静海、西北为和谐湾以及它后面的睡沼，东南是蜿蜒在塔伦修斯环形山坑底的塔伦修斯月溪，更远处是位于坑外的塔伦修斯链坑，绵延的塞奇山脉则正对着它的西南方。该陨坑中心月面坐标为6°11′N 45°56′E / 6.19°N 45.93°E，直径10.91公里，深约1.789公里。
卡梅伦陨石坑是一座圆杯状的撞击坑，几乎未受到撞击侵蚀。坑壁边沿高耸侧立，内侧壁平整、陡峭，带有一个平坦的小坑底。坑壁最大高出周边地形410米，内部容积约51.94立方千米。形态特征隶属于“BIO 型”（以该类陨石坑的典型代表—毕奥陨石坑”所命名）。
在1973年被国际天文学联合会正式命名前，该陨坑曾被称作卫星坑“塔伦修斯 C”。

## 另请参阅
- Andersson, L. E.; Whitaker, E. A. . NASA RP-1097. 1982.
- Blue, Jennifer. . USGS. July 25, 2007  [2007-08-05]. （原始内容存档于2012-04-08）.
- Bussey, B.; Spudis, P. . New York: Cambridge University Press. 2004. ISBN 978-0-521-81528-4.
- Cocks, Elijah E.; Cocks, Josiah C. . Tudor Publishers. 1995. ISBN 978-0-936389-27-1.
- McDowell, Jonathan. . Jonathan's Space Report. July 15, 2007  [2007-10-24]. （原始内容存档于2012-05-26）.
- Menzel, D. H.; Minnaert, M.; Levin, B.; Dollfus, A.; Bell, B. . Space Science Reviews. 1971, 12 (2): 136–186. Bibcode:1971SSRv...12..136M. doi:10.1007/BF00171763.
- Moore, Patrick. . Sterling Publishing Co. 2001. ISBN 978-0-304-35469-6.
- Price, Fred W. . Cambridge University Press. 1988. ISBN 978-0-521-33500-3.
- Rükl, Antonín. . Kalmbach Books. 1990. ISBN 978-0-913135-17-4.
- Webb, Rev. T. W.  6th revised. Dover. 1962. ISBN 978-0-486-20917-3.
- Whitaker, Ewen A. . Cambridge University Press. 1999. ISBN 978-0-521-62248-6.
- Wlasuk, Peter T. . Springer. 2000. ISBN 978-1-85233-193-1.